# Homme-papillon

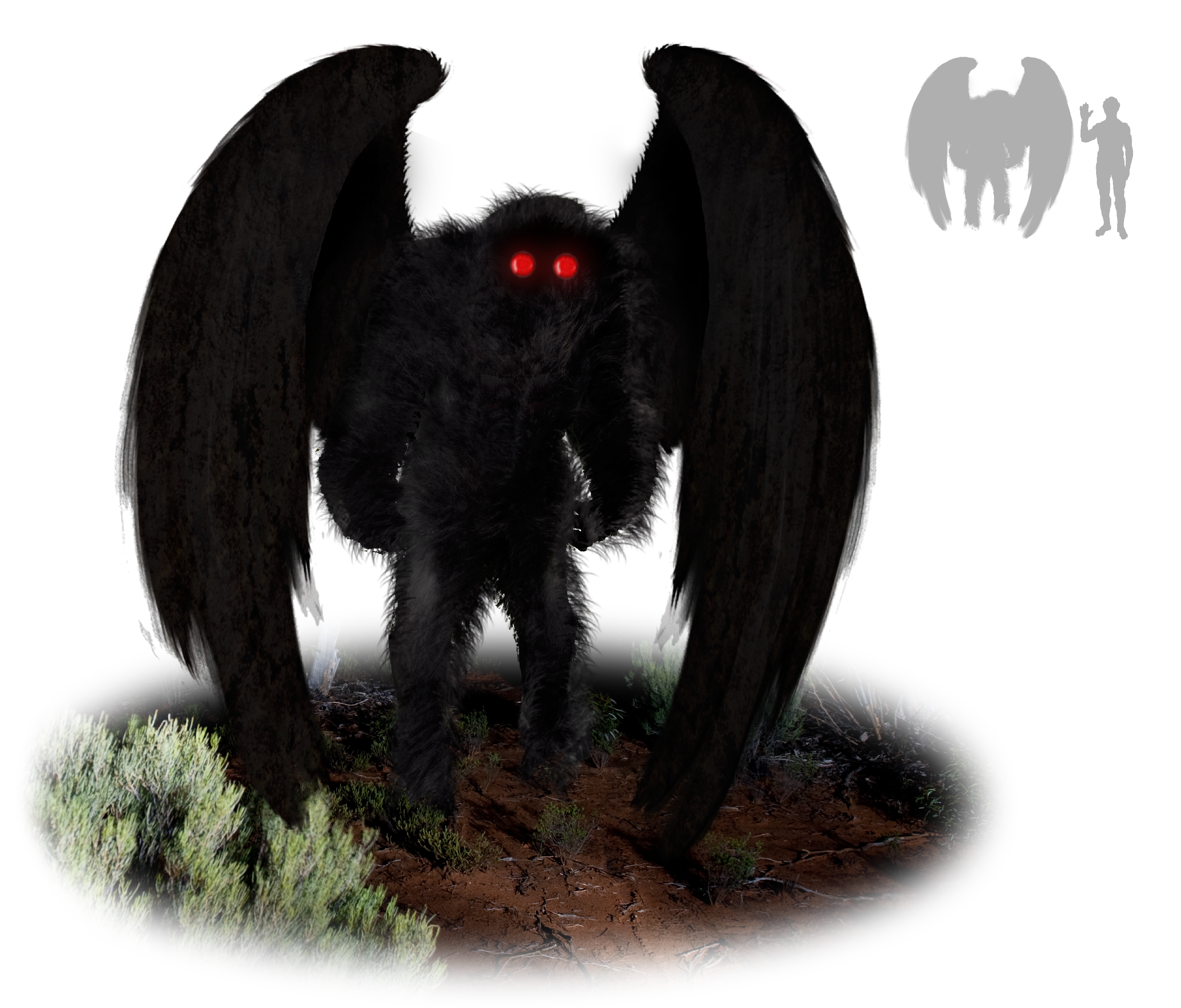
Vue d'artiste de l'homme-papillon.

Pour les articles homonymes, voir Phalène.
L'homme-papillon, ou homme-phalène (mothman en anglais), est une prétendue créature ailée qui aurait été observée à Point Pleasant, petite ville située dans l'État de la Virginie-Occidentale, aux États-Unis, en 1966 et 1967.

## Histoire
Le concept de l'homme-phalène est né de témoignages de personnes prétendant avoir vu une créature humanoïde ailée aux yeux rouges flamboyants en Virginie-Occidentale en 1966. Plusieurs observations se seraient succédé jusqu'au 15 décembre 1967, qui voit l'effondrement du Silver Bridge, pont traversant la rivière Ohio et reliant Point Pleasant à Gallipolis. Les apparitions se raréfient après l'événement.
Dans les années 1970, l'ufologue John Keel rassemble les témoignages dans un livre intitulé The Mothman Prophecies (La Prophétie des ombres) et affirme que l'homme-phalène est une créature d'un autre monde dont la fonction serait d'avertir d’une catastrophe imminente. D'autres auteurs, Jeff Wamsley et Andy Colvin, reprennent le thème, lui donnant une dimension universelle : l'homme-phalène est identifié à de nombreuses entités d'aspect similaire, telles que les garudas asiatiques ou les oiseaux-tonnerre amérindiens, et ses apparitions sont considérées comme une des formes d'un phénomène mondial comprenant les apparitions mariales et les ovnis. Selon eux, cette créature a été observée et décrite de façon identique dans de nombreux pays, notamment en Chine, en URSS, au Chili, en Géorgie, et dans de nombreuses régions du Moyen-Orient. La multiplicité de ces signalements, dont les premiers remontent au début du XIXe siècle, conjuguée à des descriptions étonnamment similaires, complique les analyses de ces auteurs.

## Exploitation commerciale

### Livres
En 1970, Gray Barker publie une version partiellement « romancée » de l'affaire de l'homme-phalène, sous le titre The Silver Bridge.
La plus grande collection d'informations relevées sur l'homme-phalène se trouve dans un livre de John A. Keel écrit en 1975, The Mothman Prophecies, dans lequel il compile la chronologie des apparitions ainsi que d'autres évènements qu'il considère comme parapsychologiques, tous advenus dans la région à la même période. Ils comprennent des observations d'ovnis, des rencontres avec des hommes en noir, des poltergeists et, le 15 décembre 1967, l'effondrement du Silver Bridge dans le fleuve Ohio. Keel cite également un cas d'apparition de trois « hommes-phalènes » simultanément dans le ciel, le 9 avril 1948, à Longview (État de Washington), aperçus par deux employés de laverie, quatre mois à peine après une première apparition de ce type à Chehalis, à 60 kilomètres de distance à peine dans le même État. L'ouvrage est traduit en français en 2002, sous le titre La Prophétie des ombres, par Benjamin Legrand.
Loren Coleman, auteur d'articles sur l'« étrangeté ailée » et d'un livre paru en 1978, Creatures of the Outer Edge, publie, en 2002, Mothman and Other Curious Encounters, qui rassemble les détails sur des enquêtes cryptozoologiques et tente une interprétation démonologique.

### Film
Le film La Prophétie des ombres (The Mothman Prophecies, 2002) avec Richard Gere dans le rôle principal, est une adaptation du livre de Keel, retranscrivant des évènements prétendument survenus à Point Pleasant entre novembre 1966 et décembre 1967.

### Tourisme
L'homme-phalène est devenu une attraction touristique de Point Pleasant où on trouve une statue le représentant et un petit musée à son sujet. Un festival annuel lui est consacré.

## Analyse

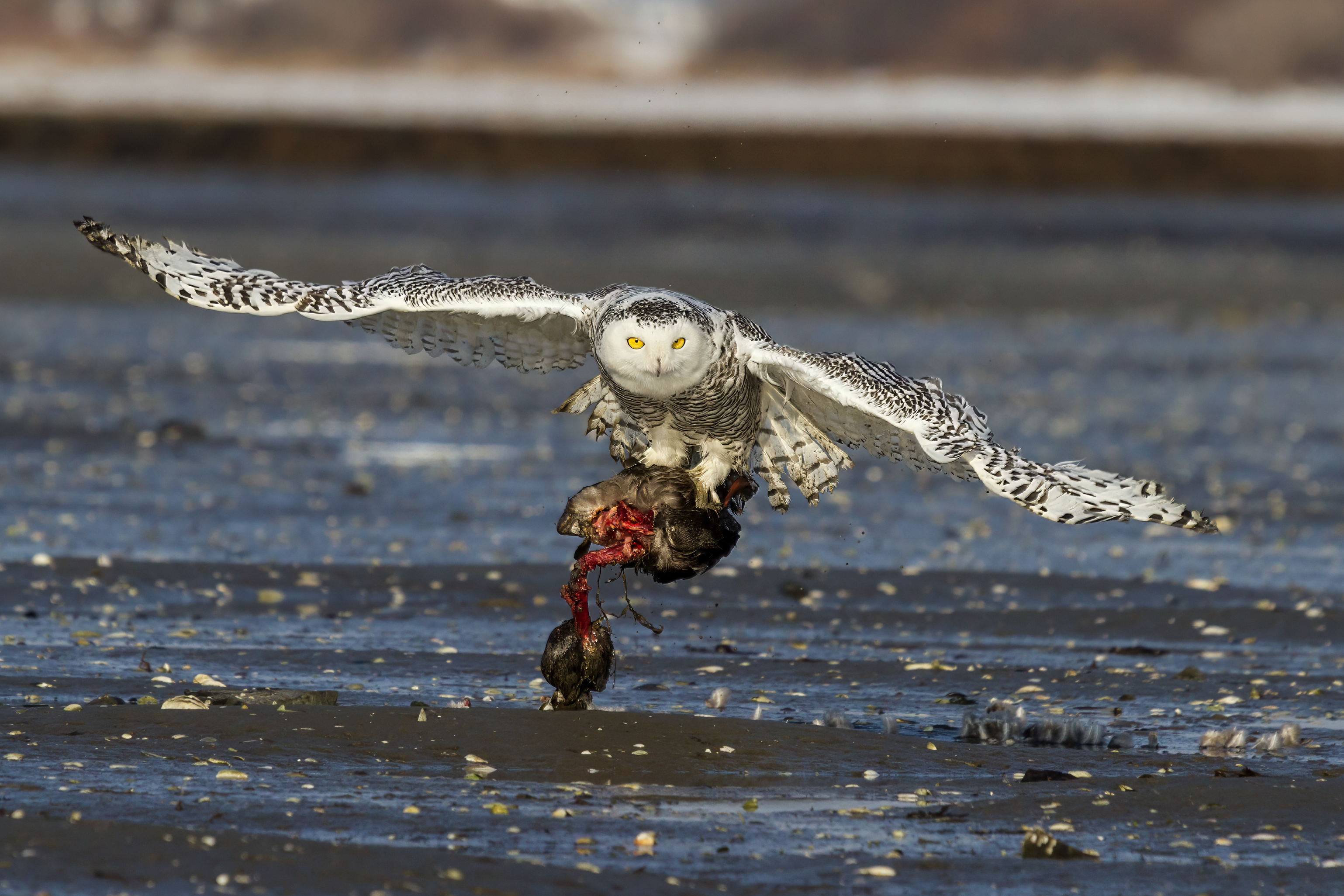
Un harfang des neiges aussi nommé chouette harfang.

Joe Nickell, un enquêteur sceptique, propose en 2002 plusieurs pistes pour expliquer l'origine de l'Homme-papillon dans le  magazine Skeptical Inquirer : dans le numéro de mars-avril il suggère qu'il s'agirait de la rencontre de personnes fantaisistes et enthousiastes avec une chouette effraie, et dans celui du  décembre suivant, qu'il pourrait s'agir d'un harfang des neiges, tué lors des évènements de Point Pleasant puis naturalisé par le taxidermiste Asa Henry (qui affirme que plus personne n'a vu la créature dans la région après cela).
Mark A. Hall, dans son livre Thunderbirds: America's Living Legends Of Giant Birds, ne dément pas l'hypothèse de la chouette, mais propose l'idée qu'il s'agirait d'une sorte de chouette géante, aperçue dans la région depuis 100 ans.